# Gåstjärnen (Junsele socken, Ångermanland, 706782-155833)
Gåstjärnen är en sjö i Sollefteå kommun i Ångermanland och ingår i Ångermanälvens huvudavrinningsområde.